# Ekonomiska kartverket
Rikets ekonomiska kartverk eller kort Ekonomiska kartverket var under åren 1859–1894 ett svenskt statligt ämbetsverk, som hade till ändamål att åstadkomma säker kännedom om Sveriges areal och om arealens olika beskaffenhet, ett resultat som publicerades i Häradsekonomiska kartan.
Bearbetandet av det geografiska socknekartverket var tidigare överlämnat åt Generallantmäterikontoret, men sedan Kungl. Maj:t 1859 utfärdat en ”skrifvelse angående bearbetningen af rikets ekonomiska karteverk”, ställdes, samma år, ledningen av det allmänna ekonomiska kartverket (omfattande södra och mellersta delarna av Sverige) under en av Kungl. Maj:t särskilt förordnad styresman.
År 1869 blev det åter underordnat Lantmäteristyrelsen, men 1871 ställdes det (jämte Norrbottens ekonomiska kartverk, som dessförinnan lytt under landshövdingen i Norrbottens län) under ledning av chefen för Generalstabens topografiska avdelning (vilken avdelning förr var ett särskilt ämbetsverk, Topografiska kåren).
Ekonomiska kartverket sammanslogs 1894 med Generalstabens topografiska avdelning till Rikets allmänna kartverk.